# Louis-Frédéric de Wurtemberg (1756-1817)
Pour l’article homonyme, voir Louis-Frédéric de Wurtemberg (1586-1631).
Louis-Frédéric de Wurtemberg (Ludwig Friedrich Alexandre Herzog von Württemberg), né le 30 août 1756 à Treptow an der Rega et mort le 20 septembre 1817 à Kirchheim unter Teck, fils cadet de Frédéric-Eugène de Wurtemberg (1732-1797), duc de Wurtemberg, et de la princesse Frédérique-Dorothée de Brandebourg-Schwedt (1736-1798), est un prince de la maison de Wurtemberg.

## Biographie
Louis-Frédéric de Wurtemberg est d'abord officier de l'armée prussienne, et atteint le grade de général (Feldmarschall) de la cavalerie prussienne.
Grâce aux bonnes relations de la maison de Wurtemberg avec la famille impériale russe (sa sœur Sophie-Dorothée de Wurtemberg (1759 -1828) devenue la tsarine par son mariage avec Paul Ier de Russie), il obtient le poste de gouverneur de Riga en 1807.
À partir de 1811, le château de Kirchheim (de) devient la résidence principale de sa famille.

## Mariages et descendance
Le 28 octobre 1784, à Siedlce, il épouse Maria Anna Czartoryska (1768-1854), fille du prince Adam Kazimierz Czartoryski et d'Izabela Czartoryska née baronne von Flemming, et sœur d'Adam Jerzy Czartoryski. De leur union naîtra Adam de Wurtemberg (de) (16 janvier 1792 - 27 juillet 1847). Un divorce intervient entre 1792 et 1793.
Le 28 janvier 1797, il épouse la princesse Henriette de Nassau-Weilbourg, fille de Charles-Christian de Nassau-Weilbourg et de Caroline d'Orange-Nassau, princesse d'Orange. De ce mariage naîtront cinq enfants :
- Marie-Dorothée (1797-1855). En 1819 elle épousa Joseph de Habsbourg-Lorraine (1776-1847)

- Amélie (28 juin 1799 - 28 novembre 1848). En 1817 elle épousa Joseph de Saxe-Altenbourg (1789-1868)

- Pauline-Thérèse (1800-1873). En 1820 elle épousa Guillaume Ier de Wurtemberg

- Élisabeth (1802-1864). En 1830 elle épousa Guillaume de Bade (mort en 1859)

- Alexandre (1804-1885) qui contracta en 1835 une union morganatique d'où sont issus les ducs de Teck.

On lui connait également un fils illégitime :
- Karl Ludwig Ferdinand von Wurtemberg, baron Ruknick von Mengen[1] (né à Belgrade le 3 mai 1786 et décédé à Enslingen le 14 février 1841)[2],[3].

Louis-Frédéric de Wurtemberg appartenait à la première branche de la Maison de Wurtemberg. Son fils Alexandre est le fondateur de la seconde branche dite des ducs de Teck et des marquis de Cambridge. Cette branche s'éteignit en 1980.